# Egidius Schneider
Pour les articles homonymes, voir Schneider.
Egidius Schneider est un militant associatif allemand, né le 12 août 1893 à Vettelschoß et mort le 11 janvier 1958 à Königswinter.

## Biographie
Egidius Schneider dirige de 1918 à 1933 le département de l'agriculture au sein de l’association populaire pour l'Allemagne catholique (de). Après sa dissolution par les nazis, il prend la tête de Caritas Allemagne (le Secours catholique allemand) dans l'archidiocèse de Cologne. Il accueille les personnes persécutées et les conseille si elles veulent émigrer.
Au début de la Seconde Guerre mondiale, il est enrôlé comme officier et travaille auprès de l’amiral Canaris, le chef du service de renseignements de l’état-major allemand. Egidius Schneider prend contact avec le cercle de Kreisau. Après le complot du 20 juillet 1944, il est accusé de trahison et incarcéré à Plötzensee. Cependant il n'est pas exécuté.
Libéré à la fin de la guerre, il reprend ses fonctions à l'archidiocèse de Cologne. Il s'occupe du retour des soldats. En 1949, il prend en charge le secteur rural de l'archidiocèse, avec le soutien de l'archevêque Joseph Frings. En 1950, il fonde l’université populaire à Zülpich, qui s'occupe de pallier les déficiences de l’instruction des adultes de la région.